# Валери Великов
Валери Великов е български състезател по автомобилен спорт.
Той е сред емблематичните имена в българските ралита. Участвал е в ралита „Осъм“ (1982 и 1984 – 1 място), „Вида“ (1985), „Златни пясъци – Албена“ (1987), „Черно море“ (1987) и др.
Има 3 победи в рали „Стари столици“ през 1982, 1984 и 1985 г. Майстор на спорта, състезател на „Автотранспорт“. Негов навигатор е м.с. Златан Илиев. През годините механици са Слави Славчев и Свежен Дончев. Екипът стават четири пъти шампиони на България по рали: 1982, 1984, 1987, 1988 г.
Сред учениците му са Тихомир Златков, Димитър Георгиев – Полицая, Свежен Дончев и Данчо Данчев – Данчони.
Почива на 16 декември 1991 г.
В памет на шуменския пилот е кръстен скоростен етап от рали „Стари столици“, който е част от националното първенство по рали.
На 21.03.1992г. се провежда първото планинско състезание "Валерий Великов" , а от 1995г до 2008г състезанието е кръг от Планинския шампионат на България и се провежда на пътя от село Новосел посока Хижата. През 2015 г. е възобновено състезанието като „Мемориал Валерий Великов“. Стартира се от Пивовара посока "Стария град" с дължина 3350 м в Националния парк „Шуменско плато“.
В рали-спринт „Варна“ е учреден приз „Валери Великов“.
През април 2017 е открит паметник на Валери Великов в национален парк „Шуменско плато“.